# Bulbophyllum kemulense
Bulbophyllum kemulense är en orkidéart som beskrevs av Johannes Jacobus Smith. Bulbophyllum kemulense ingår i släktet Bulbophyllum och familjen orkidéer. Inga underarter finns listade i Catalogue of Life.